# Plan comptable général congolais
 (octobre 2015).
Si vous disposez d'ouvrages ou d'articles de référence ou si vous connaissez des sites web de qualité traitant du thème abordé ici, merci de compléter l'article en donnant les références utiles à sa vérifiabilité et en les liant à la section « Notes et références ».
Le plan comptable général congolais, en abrégé PCGC, est un document qui régit l'ensemble de règles d'évaluation et de tenue des comptes en République démocratique du Congo.
Le 1er janvier 2014 le PCGC a cédé sa place au système Organisation pour l'harmonisation en Afrique du droit des affaires (OHADA) en ce qui concerne les comptes personnels de entreprises[pas clair]; puis récemment depuis le 1er janvier 2015 pour les comptes consolidés et les comptes combinés[Quoi ?].